# آرپاد ویس
آرپاد ویس (مجاری: Árpád Weisz; ۱۶ آوریل ۱۸۹۶ – ۳۱ ژانویهٔ ۱۹۴۴) بازیکن فوتبال اهل مجارستان بود.
از باشگاه‌هایی که در آن بازی کرده‌است می‌توان به باشگاه فوتبال اینتر میلان، باشگاه فوتبال پادوا، و باشگاه فوتبال آلساندریا اشاره کرد.
وی همچنین در تیم ملی فوتبال مجارستان بازی کرده‌است.